# 菩橋墓群
菩橋墓群位於四川省瀘州市瀘縣青龍鎮金寶村一社菩橋的小山堡上，坐西朝東，總面積約3萬平方米。文物遺址年代判定為宋。
2002年12月27日公佈為四川省第六批省級文物保護單位。2006年5月25日菩橋墓群及長嶺埂宋墓群列為第六批全國重點文物保護單位。